# Comsove
COMSOVE је произвођач електричних возила са седиштем у Северној Македонији. Седиште компаније је у Скопљу, а производни центар компаније налази се у граду Деџоу, који се налази на северозападу кинеске провинције Шандунг. Њихов први модел, Miniq је потпуно електрични аутомобил у мини класи.
Comsove је најавио да ће 2025. године произвести још два модела електричних возила, SUV и лаки комерцијални комби.

## Модели
- Comsove Firiq[2]
- Comsove Miniq

## Галерија
- Comsove MINIQ